# Phil Coulson
Phillip "Phil" Coulson là nhân vật hư cấu do Clark Gregg thủ vai, thường xuất hiện trong những bộ phim truyền hình và phim của Marvel Cinematic Universe (MCU). Nhân vật này là thành viên cấp cao của tổ chức S.H.I.E.L.D.. Anh xuất hiện lần đầu tiên trong phim Iron Man 2008, phim đầu tiên của MCU. Gregg còn thủ vai này trong các phim khác như Iron Man 2 (2010), Thor (2011), và The Avengers (2012).